# 葛湍
葛湍（？—？），江東人，北宋学者。
早年為侍書。工於篆書。雍熙三年（986年），與徐鉉、句中正、王惟恭等同校《說文解字》。宋太宗嘗問葛湍徐鉉對自己書法的看法，葛湍回答︰“鉉留心篆籀，不聞聖草。”